# 雪印種苗
雪印種苗株式会社（ゆきじるししゅびょう）は、北海道札幌市に本社を置く農産会社。雪印メグミルク株式会社の完全子会社であり、社名にもなっている種苗事業に加え、養牛用飼料の製造・販売、緑化造園事業を営む。

## 概要

### 事業内容
1950年の発足当初の事業は牧草・飼料作物の導入・試作・採種で、1952年以降、野菜種子、花卉種苗、緑肥作物種子、芝生・植生種子、果樹苗木などの分野にも相次いで進出している。 牧草・飼料作物種子の生産・販売の国内シェアは50%以上に達するほか、野菜種子ではホウレンソウ、エダマメ、カボチャ等で高い市場競争力を有する。
販売面では、発足直後より種子等の通信販売にも取り組んでいる。また札幌市の園芸センター（本社に隣接）では種子・苗木・花卉を一般向けに直販も行っている。かつては新札幌駅前の複合商業施設「サンピアザ」内に生花店を出店していたこともある（1977年6月 - 1982年5月、店名は「フラワーショップ」）。
また同1952年より、当時の北海道の酪農に適した飼料の供給を目指し、乳牛用配合飼料の製造・販売を開始。飼料事業の売上高は1957年度には種苗事業を上回り、今日では連結売上高の4分の3を占める主力事業であるが、近年は生乳需要の減退から養牛飼料の需要環境も厳しく、自社工場を閉鎖して他社との合弁会社へ生産を移管するなどの生産体制再構築を実施している。
他の特徴的な企業活動としては、近年競技場用の芝生を通じて日本のサッカー界に大きく貢献していることが挙げられる。茨城県立カシマサッカースタジアムやヤマハスタジアムなど多数の競技場で芝生種子が採用されているほか、Jヴィレッジのスポーツターフの造成では日本サッカー協会より感謝状を受賞（1997年9月）、また大分スポーツ公園総合競技場などの芝生管理を受注している。
2018年4月、内部告発がきっかけとなり、長年にわたる組織的な牧草品種の偽装とその隠蔽工作が発覚。当時の赤石真人社長が引責辞任するに至った。発覚後は第三者委員会により、役員へのヒアリングや全社員約600名へのアンケート、削除データの復元を含む約61万件の電子メール・ファイルをさかのぼるといった徹底的な実態解明が行われ、254ページに及ぶ調査報告書が農林水産省に提出された。

### 資本構成
雪印乳業（現・雪印メグミルク）は雪印種苗株式の50.0%を保有する筆頭株主であったが、2007年12月12日から2008年1月23日にかけて株式公開買付けを実施し、議決権ベースで95.95%の株式を取得した。取得できなかった残りの株式については強制的取得条項を付けて2008年5月15日付で金銭で買い取り、最終的に雪印乳業が全株式を取得したため、雪印種苗は雪印乳業の完全子会社となり、2008年5月9日をもって上場廃止となった。

## 沿革
- 1941年（昭和16年）6月1日 - 有限会社北海道興農公社（のちに株式会社化）が種苗部種苗課を設置。
- 1947年（昭和22年）1月7日 - 北海道酪農協同株式会社に改組。
- 1950年（昭和25年）
  - 1月20日 - 北海道酪農協同が過度経済力集中排除法の指定を受ける。
  - 6月10日 - 北海道バター株式会社と雪印乳業株式会社（現・雪印メグミルク株式会社）に分割。
  - 12月15日 - 種苗部門は雪印種苗株式会社として北海道バターから分離独立。本社は札幌市豊平区美園（旧札幌郡豊平町美園）。
- 1952年（昭和27年）
  - 9月1日 - 江別市に開設した飼料工場で乳牛用配合飼料を生産、この日から出荷を開始。
  - 10月1日 - 園芸部を設置。野菜・花卉種子、果樹苗木の生産販売を開始。
- 1953年（昭和28年）3月 - 総合カタログ兼技術解説誌『牧草と園藝』を発刊。
- 1958年（昭和33年）1月1日 - 造園部を設置。前年に造園工事を受注・施工したのを機に、緑化造園事業に進出。
- 1984年（昭和59年） - 「優良品種の開発による酪農発展への貢献」の功績により北海道新聞文化賞を受賞[6]。
- 1994年（平成6年）6月17日 - 東京証券取引所市場第二部（現・スタンダード）と札幌証券取引所に株式を上場。
- 1999年（平成11年）4月1日 - ウェブサイトを開設。
- 2002年（平成14年）11月1日 - 本社を52年間置かれていた札幌市豊平区美園から厚別区上野幌の雪印スケートセンター跡地に移転。
  - この移転は、2000年の親会社・雪印乳業による集団食中毒事件や2002年の当社と同じ雪印乳業の子会社・雪印食品による牛肉偽装事件による経営悪化が遠因。
- 2008年（平成20年）
  - 5月9日 - 株式の上場廃止。
  - 5月15日 - 雪印乳業の全額出資子会社化。
- 2018年（平成30年）
  - 2月15日 - 品種偽装について農林水産省から報告徴収命令を受領。
  - 4月27日 - 命令に基づき第三者委員会による調査報告書を農林水産省に提出。

## 現業所

### 現行

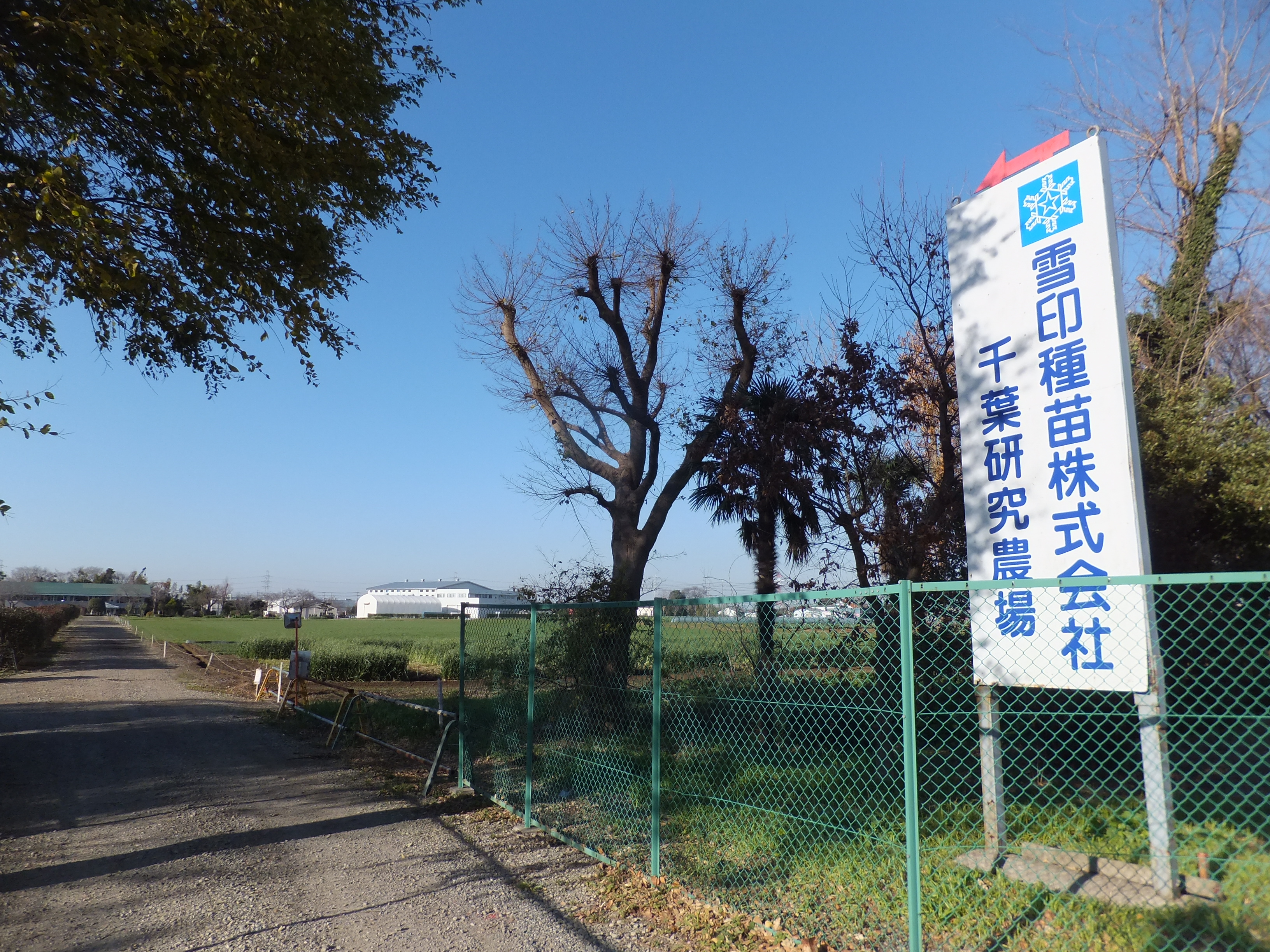
千葉研究農場

- 技術研究所（北海道江別市） - 1987年開設
- 北海道研究農場（北海道夕張郡長沼町） - 1973年開設
- 輪厚グリーンテック試験地（北海道北広島市） - 1991年開設
- 千葉研究農場（千葉県千葉市稲毛区） - 1948年開設
- 宮崎研究農場（宮崎県北諸県郡三股町） - 1988年開設
- 鹿島工場（茨城県神栖市） - 1994年開設
- 園芸センター（北海道札幌市厚別区）
- 札幌種子センター（北海道札幌市厚別区）
- 千葉種子センター（千葉県千葉市稲毛区）
- 熊本種子センター（熊本県菊池郡菊陽町）

### 閉鎖工場
- 江別飼料工場（北海道江別市） - 1952年開設、1986年閉鎖
- 釧路工場（北海道釧路市） - 1967年開設、2003年閉鎖、当社の連結子会社である道東飼料株式会社へ移行
- 別海工場（北海道野付郡別海町） - 1979年開設、2003年閉鎖、当社の連結子会社である道東飼料株式会社へ移行
- 苫小牧工場（北海道苫小牧市） - 1986年開設、2022年閉鎖、当社の連結子会社であるホクレンくみあい・雪印飼料株式会社へ移行
- 北上工場（岩手県北上市） - 1970年開設、2005年閉鎖
- 東京飼料工場（東京都足立区） - 1956年開設、1958年閉鎖
- 松戸工場（千葉県松戸市） - 1958年開設、1982年閉鎖
- 千葉工場（千葉県千葉市美浜区） - 1982年開設、1994年閉鎖

## 関係会社
下記の関係会社以外の特記すべき出資会社としては、1997年5月より北海道国際航空株式会社に100万円を出資していた。しかし同社の民事再生計画により2002年12月21日に資本金が全額無償消却となったため、現在は資本関係はない。

### 連結子会社
- 道東飼料株式会社（北海道釧路市） - 60%出資、2003年1月操業開始
他の出資者は日本農産工業（30%）と三菱商事（10%）。雪印種苗釧路工場（1967年開設）・別海工場（1979年開設）・日本農産工業小樽工場（1962年開設）の設備統廃合のために新設された養牛用飼料製造工場。
- ホクレンくみあい・雪印飼料株式会社（北海道苫小牧市） - 30%出資、2021年12月操業開始
他の出資者はホクレンくみあい飼料（70%）。雪印種苗苫小牧工場（1986年開設）の設備老朽化のために新設された養牛用飼料製造工場。
- 株式会社ロイヤルファーム（青森県十和田市） - 2001年4月事業開始
肉用牛の素牛導入、肥育、肥育牛の出荷・枝肉販売。雪印乳業の畜肉事業を継承。

### 非連結子会社
- 那須ティーエムアール株式会社（栃木県那須郡那須町） - 1999年10月設立
ビール粕、醤油粕、おから等の食品廃材を原料とするサイレージ飼料の製造販売。
- 株式会社グリーンプランナー（北海道札幌市厚別区）
緑化造園工事等の施工・維持管理受託。1997年3月出資。
- Snow Brand Seed USA, Inc.（アメリカ合衆国オレゴン州ポートランド市） - 2000年設立

### 持分法適用会社
- 株式会社アミノアップ（北海道札幌市清田区） - 1984年6月設立
天然物由来の生理活性物質の開発・製造。1990年9月出資。
- 北海道農材工業株式会社（北海道札幌市北区） - 1947年5月設立
農漁業用・建築用土石製品、肥料の製造販売。北海道酪農協同の土管・石灰・客土事業が分離独立した会社。

### 関連会社
- みちのく飼料株式会社（青森県八戸市） - 38%出資、2005年3月操業開始
他の出資者は日和産業（39%）と日清丸紅飼料（23%）。養牛用飼料製造工場。隣接する日和産業八戸工場より用地を賃借。
- 石巻飼料株式会社（宮城県石巻市） - 35%出資、2005年4月操業開始
残りの65%は全国酪農業協同組合連合会が出資。養牛用飼料製造工場。東北地方の両合弁工場の稼動により雪印種苗北上工場は閉鎖。

## 恵庭荘・旧出納邸・酪聯発祥の地の碑
恵庭荘（けいていそう）は札幌市厚別区上野幌の現本社・園芸センター敷地内にある和式邸宅で、会社の集会場・ゲストハウスとして用いられている。もとは呉服商「京屋紅屋」店主の本宅として1893年に札幌の中心部のすすきの地区に建てられたもので、後に雪印乳業の手に渡り「如水荘」（じょすいそう）と称して集会場として利用されていた。1964年に如水荘を雪印乳業から譲り受けた雪印種苗は翌1965年、後述する旧出納邸も建つ上野幌の社有地へ移築。恵庭岳を望む地に建てられたことから「恵庭荘」と命名されて現在に至っている。1988年11月にはさっぽろ・ふるさと文化百選に選定（No.38）された。
旧出納陽一邸（きゅう すいとう よういち てい）も同じく上野幌の現本社敷地内にある木造下見板張り・ギャンブレル屋根3階建の洋風家屋で、1924年に現地に建てられたものである。こちらもさっぽろ・ふるさと文化百選に選定（No.37）されている。
酪聯発祥の地の碑（らくれんはっしょうのちのひ）は、元々現本社が1925年に北海道製酪販売組合、現在の雪印乳業（親会社）が創業された土地だったことから建立されている。
いずれも一般には非公開である。

## 主な生産品目
- ピュアホワイト